# Don Goyo (novela)
Don Goyo es una novela escrita por el autor ecuatoriano Demetrio Aguilera Malta, publicada en Madrid en 1933. Es considerada como una de las obras más destacadas del escritor.
La trama se desarrolla en el poblado Cerrito de los Morreños, en el golfo de Guayaquil, y narra la historia de Don Goyo, un montubio que lucha por mantener las tradiciones familiares y por conservar su entorno. En la novela también se muestra con gran prominencia la vida en comunidad en los manglares, principalmente de pescadores, a inicios del siglo XX.
La idea principal del libro nació de las vivencias que tuvo el autor cuando vivió en su infancia en la hacienda Las Mercedes de la Isla San Ignacio, ubicada frente a Cerrito de los Morreños.

## Reacciones
La novela recibió elogios por parte de escritores como Jorge Carrera Andrade. Su temática de conservación de los manglares también atrajo comentarios positivos, recibiendo el apelativo de "la primera novela ecologista de América Latina" por el economista y político ecuatoriano Fander Falconí.